# Danielle Robinson

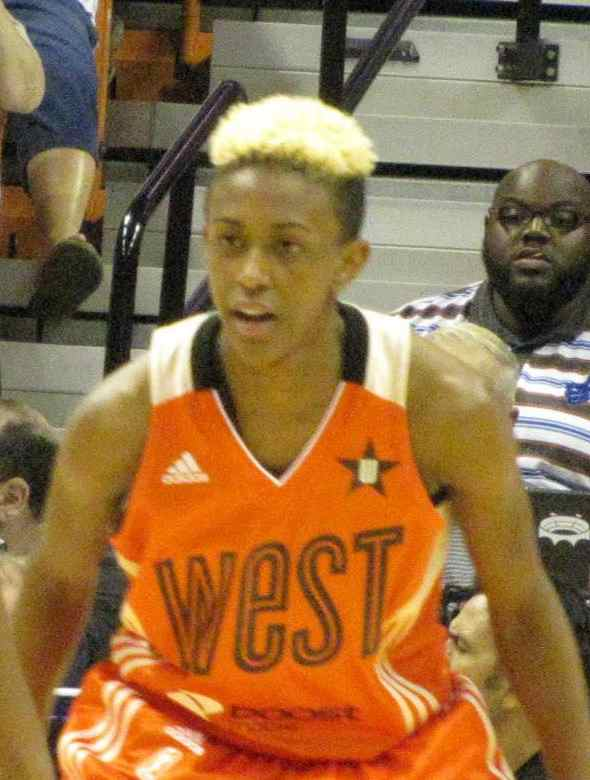
Robinson w barwach drużyny Zachodu, podczas meczu gwiazd WNBA 2013.

Danielle Marie Robinson (ur. 10 maja 1989 w San Jose) – amerykańska koszykarka, występująca na pozycji rozgrywającej, aktualnie zawodniczka Atlanty Dream w WNBA.
24 września 2019 została zawodniczką CCC Polkowice.
16 lutego 2020 dołączyła do Las Vegas Aces. 3 lutego 2021 zawarła umowę z Indiana Fever. 13 stycznia 2023 trafiła w wyniku wymiany do Atlanty Dream.

## Osiągnięcia

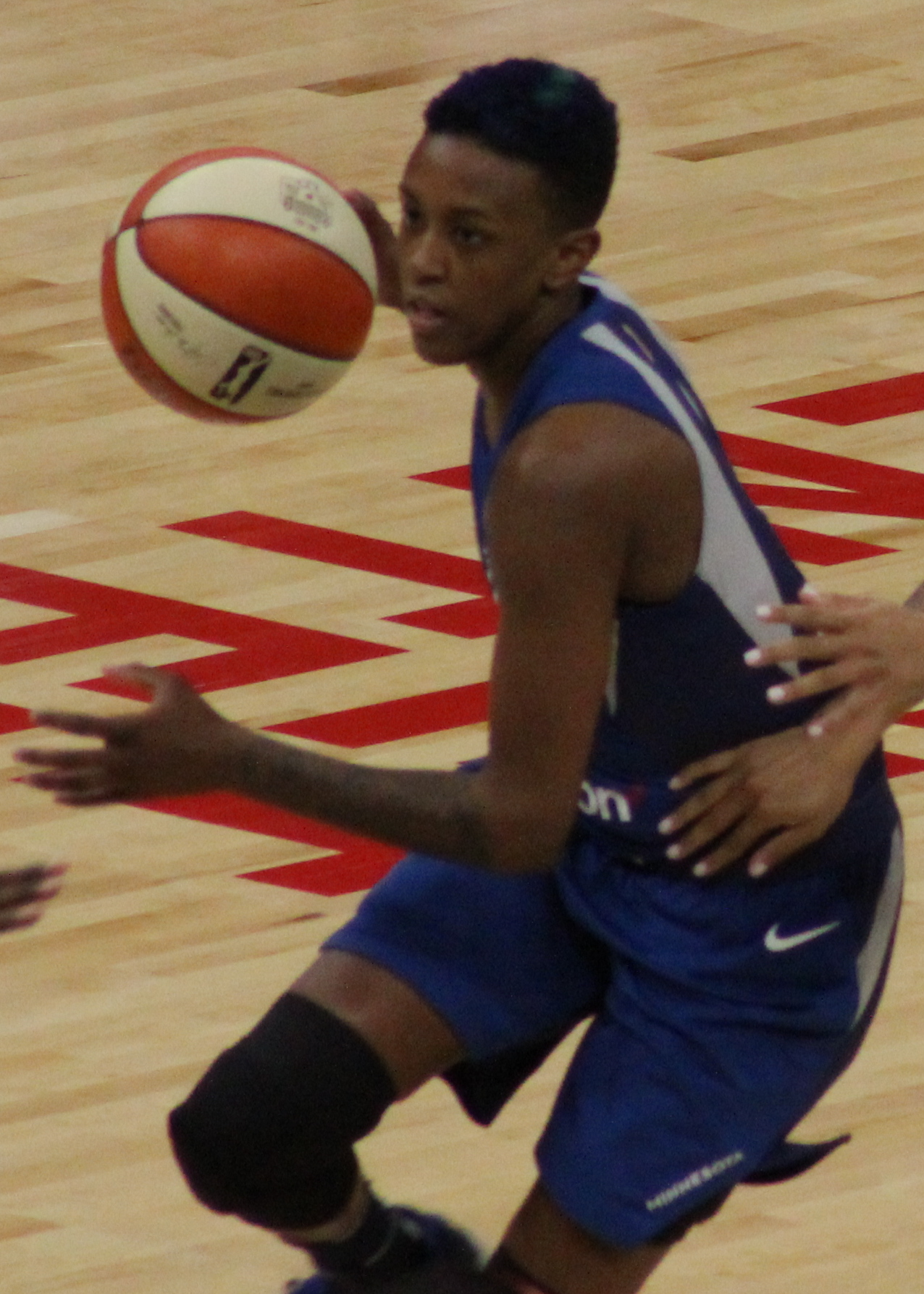
Robinson w barwach Minnesoty Lynx (2018).

Stan na 3 czerwca 2023, na podstawie, o ile nie zaznaczono inaczej.

### NCAA
- Uczestniczka rozgrywek:
  - NCAA Final Four (2009, 2010)
  - Sweet 16 turnieju NCAA (2009–2011)
  - II rundy turnieju NCAA (2008–2011)
- Najlepsza pierwszoroczna zawodniczka roku konferencji Big 12 (2008)
- Zaliczony do:
  - I składu:
    - Big 12 (2009–2011)
    - defensywnego Big 12 (2008–2011)
    - Academic All-Big 12 (2009, 2010, 2011)
    - All-America (2010 przez State Farm Coaches)
    - turnieju:
      - NCAA Final Four (2010)
      - Big 12 (2010, 2011)
      - NCAA Kansas City Regional (2010)
      - NCAA Championship Oklahoma City All-Regional (2009)

  - II składu:
    - All-America (2011 przez Associated Press)
    - Capital One Academic All-America (2011)

  - III składu All-America (2010 przez Associated Press)
  - Honorable Mention All-America (2009 przez Associated Press, 2011 przez State Farm Coaches)

### WNBA
- Wicemistrzyni WNBA (2020)[8]
- Zaliczona do:
  - I składu debiutantek WNBA (2011)
  - II składu:
    - WNBA (2014)
    - defensywnego WNBA (2012, 2013, 2014)
- Laureatka WNBA Peak Performers Award (2013 w kategorii asyst)
- Uczestniczka meczu gwiazd WNBA (2013–2015)
- Liderka WNBA w asystach (2013)

### Inne drużynowe
- Mistrzyni:
  - Euroligi (2015)
  - Czech (2014, 2015, 2016)[9][10]
- 4. miejsce w Eurolidze (2016)
- Zdobywczyni Pucharu Czech (2014, 2015)[9][10]
- Finalistka Pucharu Polski (2020)[11]

### Inne indywidualne
(* – nagrody przyznane przez portal eurobasket.com)
- Najlepsza zawodniczka występująca na pozycji obronnej ligi czeskiej (2014)*[9]
- Zaliczona do:
  - I składu:
    - pucharu Polski (2020)[12]
    - ligi czeskiej (2014)*[9]

  - składu Honorable Mention ligi tureckiej (2013)*[13]

### Reprezentacja
- Mistrzyni uniwersjady (2009)